# Cucina islandese

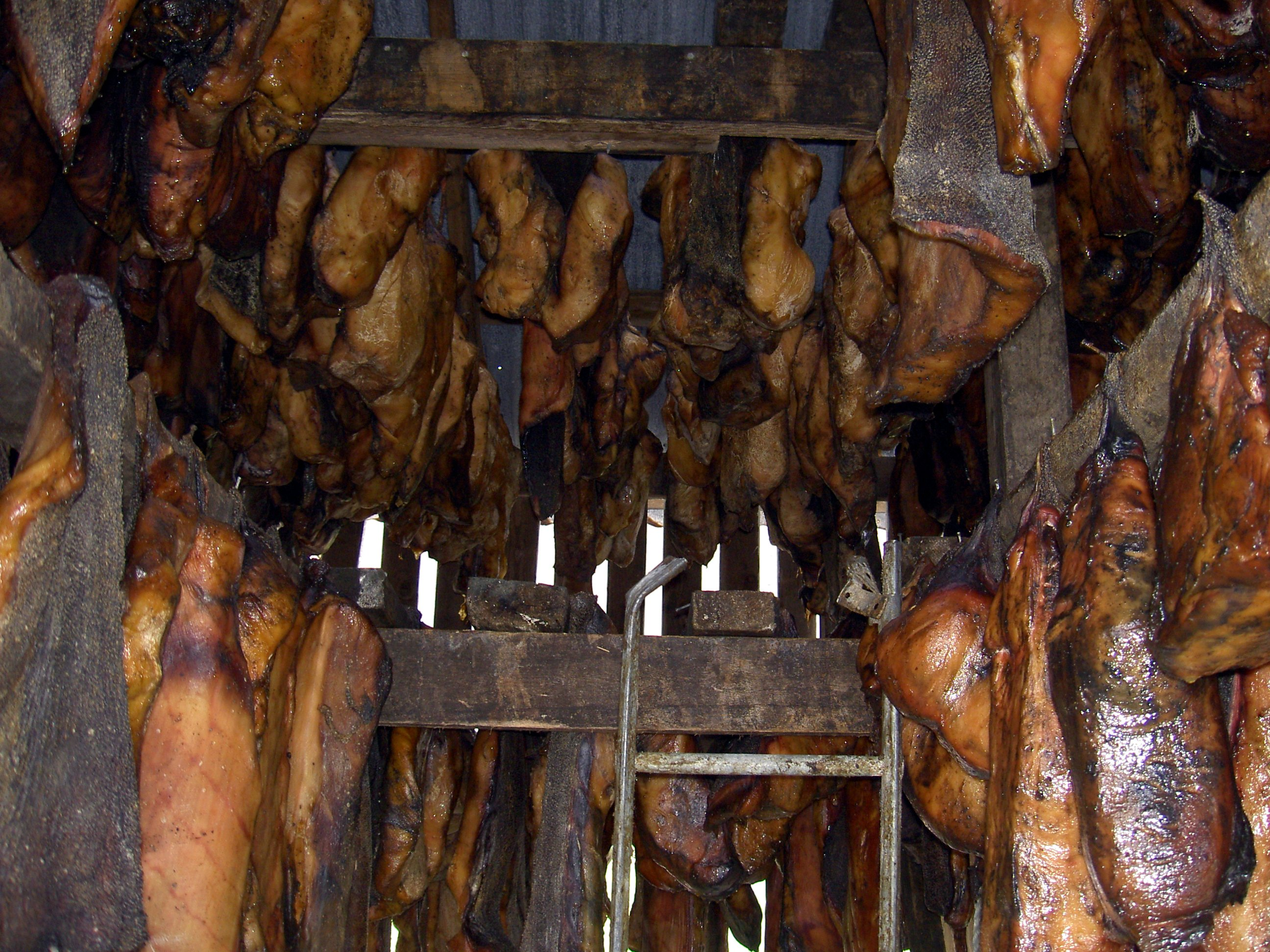
Lo squalo hákarl, è un esempio di cucina islandese tipica

La cucina islandese è l'espressione dell'arte culinaria sviluppata in Islanda e ha come elementi principali l'agnello e il pesce.

## Piatti tipici

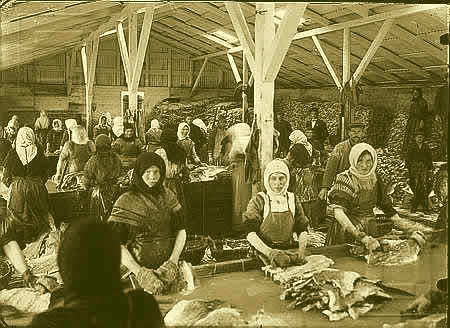
Donne intente a preparare lo stoccafisso destinato all'esportazione. Reykjavík 1910

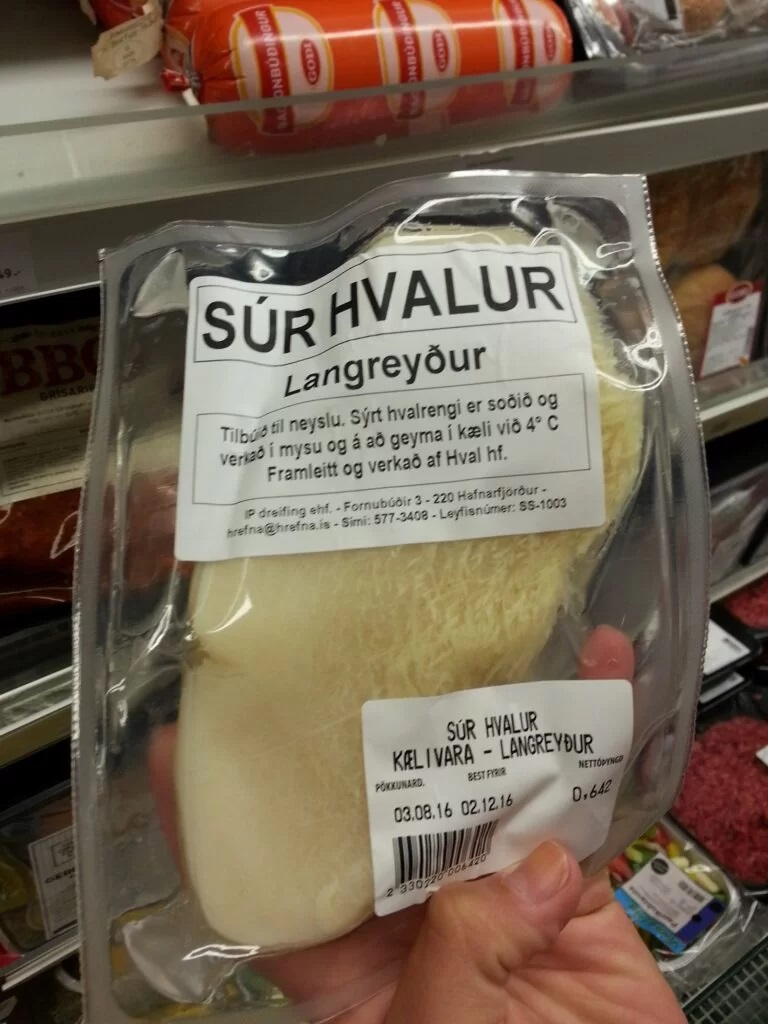
Súr Hvalur: grasso di balena marinato nel latte acido in un supermercato islandese nel 2016

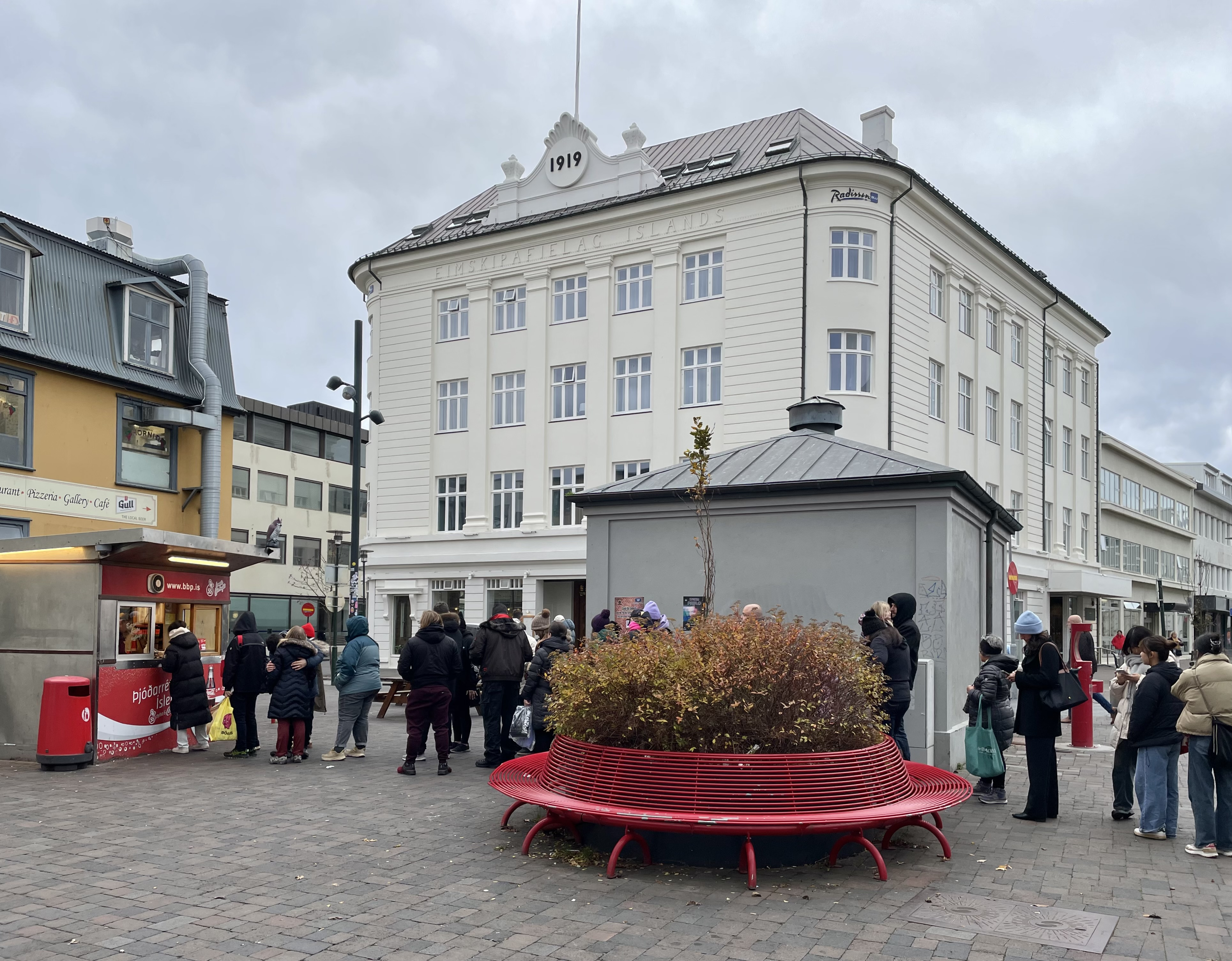
Gli hot dog sono popolari in Islanda. Questo stand a Reykjavík è famoso e la gente fa la fila per vederlo.

Il Þorramatur (cibo di Þorri) è una selezione di piatti tradizionali islandesi, consumati nei primi tre mesi dell'anno, come tributo all'antica cultura. Il Þorramatur è costituito principalmente da prodotti di carne e pesce, trattati in modo tradizionale, tagliati a fette o a pezzi, serviti accompagnati da rúgbrauð (un tipo di pane nero) e alcuni da burro e brennivín, una tradizionale acquavite..
Tra i piatti del þorramatur troviamo:
- Kæstur hákarl, squalo fermentato.
- Súrsaðir hrútspungar, testicoli di montone bolliti e trattati in acido lattico.
- Svið, teste di pecora scottate e bollite, a volte trattate in acido lattico.
- Sviðasulta, testa in cassetta, ricavata dalla svið, a volte trattata in acido lattico.
- Lifrarpylsa, letteralmente salsiccia di fegato, è fatta con il fegato e la sugna di pecora impastati con farina di segale e avena.
- Blóðmör (sangue-sugna, noto anche come slátur, letteralmente macellazione), è un tipo di sanguinaccio di sangue e sugna di agnello impastati con farina di segale e avena.
- Harðfiskur, pesce essiccato (spesso merluzzo, eglefino o lupo di mare), serviti con burro.
- Rúgbrauð (letteralmente pane di segale), il tradizionale pane nero islandese.
- Hangikjöt, (letteralmente carne appesa), agnello o montone affumicati e bolliti, a volte mangiati anche crudi.
- Lundabaggi, lombi di pecora avvolti nella carne ricavata dai fianchi, pressati e conservati in acido lattico.
- Selshreifar, pinne di foca trattate in acido lattico.
- Súr Hvalur, grasso di balena marinato nel latte acido.
- Rófustappa, rape schiacciate.

### Latticini
Tipica dell'isola è lo skyr, un formaggio fresco che viene consumato dalla popolazione senza aggiungere nulla, o con della frutta. Può essere usato anche per preparare frullati.

### Superalcolici
Nell'isola viene prodotta un'acquavite (brennivín), chiamata anche morte nera. Viene bevuta in particolar modo durante la consumazione dell'hákarl, per contrastare il forte odore d'ammoniaca che emana.

### Dolci
Fra i dolci tradizionali dell'Isola vi sono la vínarterta, una torta con confettura di prugne e cardamomo, e i kleina, gnocchi fritti simili alle zeppole italiane.